# Esus
Esus és un déu principal gal de la mitologia celta famós per la seva representació en el bloc del Pilar dels Nautes. Era considerat una divinitat pròpiament de la natura. Al bloc apareix tallant un arbre amb una eina podadora. També és conegut com a Senyor.

## Descripcions
Segons el poeta romà Marc Anneu Lucà, era un altre déu assedegat de sang. Mentre que als sacrificis a Taranis el protagonista era el foc i als de Teutatès l'ofegament, els oferts a aquest déu consistien en penjar als presos de guerra d'un arbre.
Lucà ho considerava un dels déus «més grans» al costat dels esmentats en la tríada nomenada els déus de la nit.
Jan de Vries troba motius de comparació entre Esus i Odin, tots dos patrons de mariners de vegades associats amb Mercuri, als qui es deia que les víctimes humanes eren sacrificades penjant-les.
Durant el domini de l'emperador romà Tiberi, entre els anys 13 i 37 de la nostra era, a la Gàl·lia es van prohibir els sacrificis humans. La supressió era força recent a la vista de que l'historiador Dionís d'Halicarnàs els esmenta en temps present i set anys abans. Amb l'emperador Claudi, l'any 43 o 44 de la nostra era, Pomponi Mela parla que els druides s'acontentaven en treure gotes de sang a persones de bona voluntat després de l'abolició dels sacrificis.